# Aichi B7A Ryusei
Aichi B7A Ryusei, kallad ”Grace” av de allierade, var en japansk torped- och störtbombare under andra världskriget. 
Flygplanet började planeras 1941 då japanska flottan ville ha en större torped/störtbombare som kunde operera från de större hangarfartygen som man hade 1941. Det var tänkt att Ryusei skulle ersätta Nakajima B6N och Yokosuka D4Y. 
På grund av problem med både flygkroppen och den nya obeprövade motorn dröjde det fram till 1944 innan planet kom i aktiv tjänst och då hade flottan inga hangarfartyg kvar, så de få flygplan som tillverkades (105 stycken) opererade från landbaser. 
Det fanns planer på en avancerad modell utrustad med en kraftfullare Mitsubishi-motor, men efter att Aichis fabrik förstörts av en jordbävning i maj 1945 skrotades de planerna.